# Historia miłosna (film 2007)
Historia miłosna (oryg. Kya Love Story Hai, ang. What a Love Story, niem. Was für eine Liebesgeschichte!) – zrealizowany w 2007 roku indyjski komediodramat miłosny. Film wyreżyserował debiutant Lovely Singh, a w rolach głównych wystąpili Ayesha Takia i Tusshar Kapoor. Film był nagrywany w Kapsztadzie w Południowej Afryce. Film porusza problem wyboru między marzeniem a rzeczywistością. Mówi o tym, że w tęsknocie za wymarzonym przez nas ideałem można nie zauważyć rzeczywistej miłości, której miarą jest gotowość poświęcenia własnego szczęścia dla szczęścia ukochanej osoby.

## Fabuła
Kapsztad w Afryce Południowej. Arjun (Tusshar Kapoor) wcześnie stracił rodziców. Odziedziczone po nich bogactwo umożliwia mu życie bez pracy. Spotkanie z Kajal (Ayesha Takia) zmienia go. Skrycie kochana przez niego dziewczyna też straciła kilka lat temu matkę. Codziennie prowadzi rozmowy przed jej zdjęciem. Jednak w przeciwieństwie do Arjuna, Kajal jest bardzo ambitną osobą. Pracując studiuje zarządzanie. Chce osiągnąć jak najwięcej. Jako przyjaciółka Arjuna zarzuca mu brak ambicji i pozycji społecznej. Jak może żyć po śmierci rodziców z ich pieniędzy, a nie z pracy?! Jak może nie wykorzystywać w pracy zdobytego wykształcenia? Nie budzi to w niej szacunku, który w jej oczach jest warunkiem miłości. Boleśnie urażony Arjun nie wyznaje Kajal, że ją kocha. Wyjeżdża do Mumbaju, aby z dala od niej stać się człowiekiem godnym jej miłości. Gdy wraca po roku milczenia jako wzięty architekt, u boku Kajal zastaje Ranveera (Ashmit Patel), silnie związanego z matką biznesmena, który wcześnie straciwszy ojca żyje spełnianiem jego marzeń. Zapatrzony w pracę, silnie skoncentrowany na karierze, ambitny. Arjun wróciwszy z Mumbaju trafia na zaręczyny Kajal z Ranveerem. Zastanawia się, czy w takiej sytuacji jego wyznanie miłości ma jakikolwiek sens.

## Obsada
- Ayesha Takia. – Kajal Mehra
- Tusshar Kapoor – Arjun
- Karan Hukku – Ranveer Oberoi (debiut)
- Kareena Kapoor – gościnnie w piosence "It's Rocking"
- Rajesh Khattar – Kajal's Father
- Sujata Kumar – mama Ranveera
- Rahul Singh – Chiku (przyjaciel Arjuna)
- Shyam Mashalkar – Romeo (przyjaciel Arjuna)
- Poonam Gipson – Suzzane (przyjaciółka Kajal)

## Muzyka i piosenki
Muzykę do filmu skomponował Pritam Chakraborty, autor muzyki do Jab We Met, Życie w... metropolii, Woh Lamhe, Hattrick, Just Married, Bas Ek Pal, Pyaar Ke Side Effects, Dhoom, Naksha, Dhoom 2, Apna Sapna Money Money, Garam Masala, Chocolate, czy Bhagam Bhag. 
| Piosenkę                     | śpiewa(ją)      | czas trwania | przedstawiają na ekranie                   |
| ---------------------------- | --------------- | ------------ | ------------------------------------------ |
| I Miss You Every Day         | Shaan           | 5:32         | Ayesha Takia i Tusshar Kapoor              |
| It's Rocking                 | Alisha Chinoy   | 4:59         | Kareena Kapoor                             |
| Gumsum Hai Dil Mera          | Sonu Nigam      | 5:14         | Ayesha Takia i Tusshar Kapoor              |
| Aye Khuda                    | Kunal Ganjawala | 4:17         | Ayesha Takia, Tusshar Kapoor i Karan Hukka |
| Deewana Teri Aankhon Ka      | Joy, Jojo       | 3:45         | Ayesha Takia i Karan Hukka                 |
| Jeena Kya Tere Bina          | Zubeen Garg     | 6:05         | Ayesha Takia, Tusshar Kapoor i Karan Hukka |
| I Miss You Every Day – Remix | Shaan           | 5:11         |                                            |
| Jeena Kya Tere Bina – Remix  | Zubeen Garg     | 5:45         |                                            |